# متحف الساعات الألماني
متحف الساعات الألماني (بالألمانية: Deutsches Uhrenmuseum) هو مركز تاريخي يقع في فورتفاغن، يُلم بتاريخ المصنوعات الساعاتية والعروض المتعلقة بعلم البنكامات.
ويضم العديد من المعارض المتخصصة بتاريخ ساعات ضبط الوقت. ويعد جزء من الكلية التقنية المحلية فورتفاغن (Hochschule Furtwangen).وهو مخصص لتاريخ أجهزة ضبط الوقت.

## محتويات المتحف
يحتوي على مجموعة واسعة من الساعات وغيرها من الأعمال الفنية المتعلقة بعلم الساعات ، وليس فقط تلك التي من الغابة السوداء ، ولكن أيضا الساعات من جميع أنحاء العالم والتي تمتد من عصور ما قبل التاريخ إلى الوقت الحاضر. وتتضمن المجموعة ساعات الوقواق من القرن الثامن عشر بالإضافة إلى نماذج تذكارية من ساعات الغابة السوداء الحديثة. وتعد أعمال المهندس الشهير روبرت جيرويج أساس أولي للمتحف.

## مميزات متحف الساعات الألماني[4]
- ساحات داخلية
- مناسب للعائلات
- مناسب للمجموعات

## أسعار الدخول للمتحف[5]
أسعار دخول البالغين 7.00 EUR
أسعار الدخول للأطفال 7.00 EUR

## ساعات العمل[6]
السبت : مفتوح 10:00 – 17:00
الأحد : مفتوح 10:00 – 17:00
الإثنين : مغلق
الثلاثاء : مفتوح 10:00 – 17:00
الأربعاء : مفتوح 10:00 – 17:00
الخميس : مفتوح 10:00 – 17:00
الجمعة : مفتوح 10:00 – 17:00